# Władysław Kwarciany

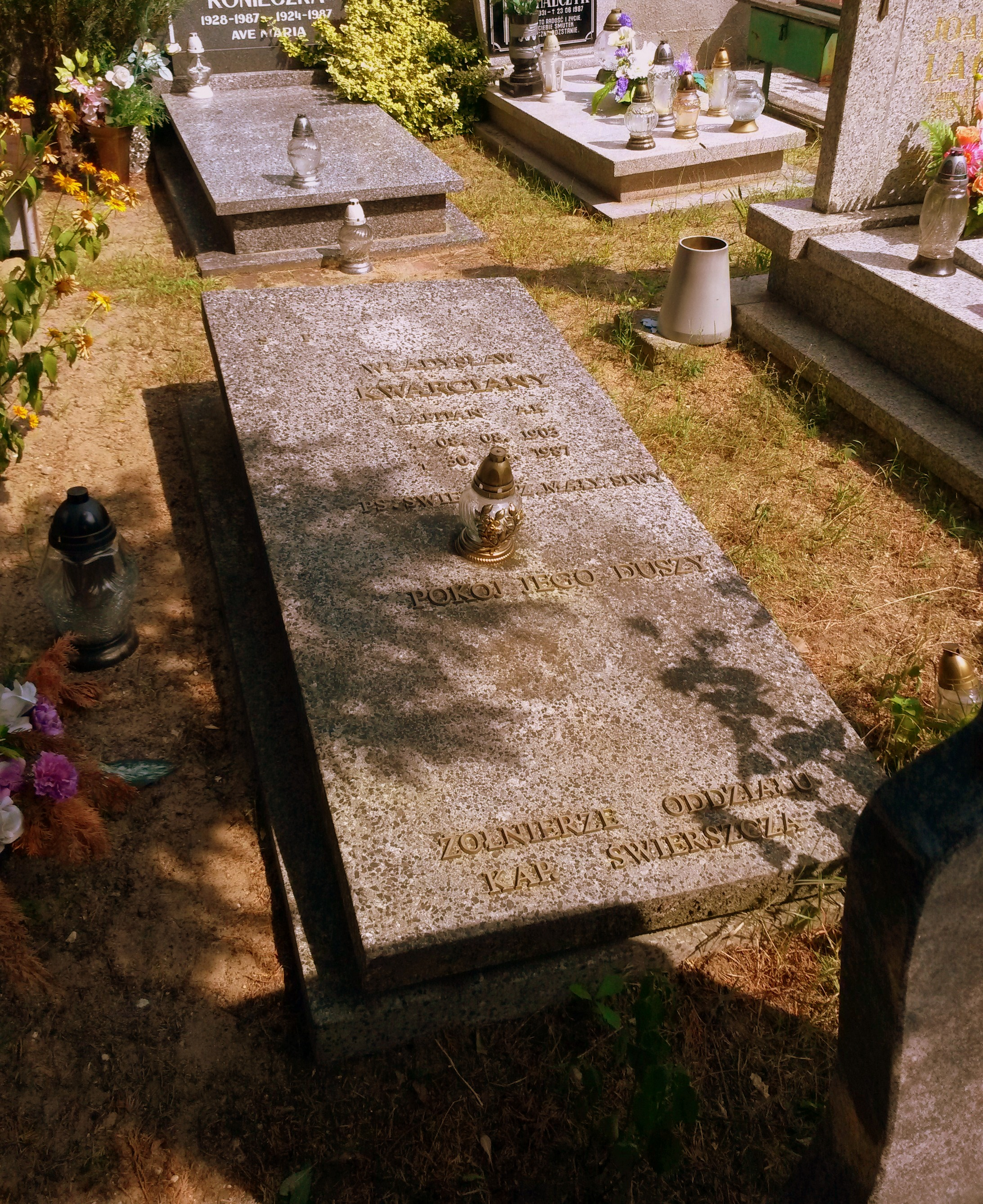
Grób Władysława Kwarcianego na Starym Cmentarzu Komunalnym w Zielonej Górze

Władysław Kwarciany ps. Świerszcz, Mały, Siwy (ur. 8 sierpnia 1903 w Goleszowie, zm. 30 czerwca 1987) – polski oficer Armii Krajowej, dowódca oddziałów partyzanckich AK prowadzących swoją działalność w lasach na wschód od drogi Mielec–Dębica, działacz organizacji „Nie” oraz „Wolność i Niezawisłość” (WiN).

## Młodość
Władysław Kwarciany urodził się w Goleszowie, w rodzinie Franciszka i Marii ze Skowronów. Uczęszczał do Gimnazjum im. Stanisława Konarskiego w Mielcu, a następnie do Seminarium Duchownego oo. Pallotynów, mieszczącego się w Collegium Marianum w Kleczy Dolnej koło Wadowic. Po trzech latach studiów, nie będąc w pełni przekonanym o swoim powołaniu kapłańskim, opuścił Seminarium i wstąpił do szkoły oficerskiej w Rembertowie. Służył w 56 pułku piechoty wielkopolskiej w Krotoszynie pod dowództwem pułk. Mariana Ocetkiewicza. Według listy starszeństwa zawodowych oficerów piechoty mianowany został na podporucznika ze starszeństwem z dniem 15 sierpnia 1931. W sierpniu 1937 został mianowany na stanowisko Powiatowego Komendanta Wychowania Fizycznego i Przysposobienia Wojskowego w Krotoszynie.

## Kampania wrześniowa
W 1939 Kwarciany, już jako kapitan, prowadził szkolenia oddziałów Obrony Narodowej. Podczas wojny obronnej we wrześniu 1939 pełnił funkcję dowódcy kompanii jednego z batalionów Obrony Narodowej (ON) w rejonie Kępna i Baranowa. Brał także udział w walkach o Warszawę. Po kapitulacji stolicy i zajęciu jej przez Niemców powrócił do rodzinnego Goleszowa w przebraniu cywilnym (aby uniknąć represji ze strony wroga). Tam, już od listopada 1939, zajął się działalnością konspiracyjną.

## Działalność konspiracyjna
W czasie kampanii wrześniowej nawiązał kontakt z kapitanem Józefem Rządzkim ps. „Boryna” w Rzędzianowicach koło Mielca. Pod jego wpływem, w listopadzie 1939 włączył się w działalność konspiracyjną, wstępując do Związku Walki Zbrojnej, organizacji, która przekształciła się później w Armię Krajową. Zaprzysiężenia Kwarcianego dokonał kpt. Rządzki („Boryna”). Władysław Kwarciany wciągnął do Związku Walki Zbrojnej m.in. kapitana Józefa Koguta „Kruszynę” oraz swojego bratanka Stanisława Kwarcianego „Borowika”, któremu powierzono funkcję łącznika. Po utworzeniu Komendy Obwodu ZWZ w Mielcu Kwarcianemu przydzielono zadanie zorganizowania placówek na obszarze południowo-wschodniej części powiatu mieleckiego (od Goleszowa do Wojsławia). Oficjalnie był zatrudniony jako robotnik leśny w Goleszowie, w lasach należących do Zygmunta Dębickiego i posługiwał się fałszywymi dokumentami (kenkarta wystawiona na nazwisko Władysław Kwieciński). W czasie największego zagrożenia ukrywał się w leśnym bunkrze.
Jako dowódca Placówki AK „Marian” (Mielec) w marcu 1943 brał udział w przygotowaniu akcji uwolnienia więźniów z niemieckiego więzienia w Mielcu. Był odpowiedzialny za rozpoznanie terenu oraz za przygotowanie łodzi, mających posłużyć do ewakuacji więźniów, których po uwolnieniu transportowano Wisłoką aż do ujścia Wisły. Wybór ucieczki drogą wodną, wbrew oczekiwaniom Niemców, prowadzących poszukiwania partyzantów przeczesując główne szlaki komunikacyjne w Mielcu i okolicach, przyczyniło się do sukcesu akcji. Uwolniono ponad 180 więźniów, nie ponosząc przy tym żadnych strat.
W czerwcu 1944 Komenda Obwodu AK Mielec wydała rozkaz koncentracji plutonów na terenie goleszowskich lasów. Obwód AK Mielec został podzielony na cztery placówki. Dowódcą placówki nr 3 o pseudonimie „Michał” i kryptonimie Fa3, obejmującą tereny leżące na południowy wschód od Mielca został kpt. „Świerszcz”. W tym okresie obwód liczył ponad 3000 żołnierzy, w tym placówka „Świerszcza” około 700.

## Udział w akcji „Burza”
„Świerszcz” miał swój udział także w akcji „Burza”. W ramach tej akcji, Obwód Mielecki miał za zadanie prowadzić działalność dywersyjną na niemieckich trasach komunikacyjnych należących do obwodu, przejąć lotnisko w Chorzelowie i opanować Mielec oraz zniszczyć niemieckie magazyny z amunicją znajdujące się w piątkowieckim lesie, a także przejąć poligon w Bliźnie. Działania te zostały oparte na czterech oddziałach. Drugim z tych oddziałów – oddziałem „Pobudka”, który rekrutował się głównie z placówki nr 3, dowodził „Świerszcz”. Kwarciany działał na linii Kolbuszowa – Mielec oraz Mielec – Dębica, ze szczególnym uwzględnieniem poligonu w Bliźnie.
Kiedy do Blizny przyjechał niemiecki oddział minerski, w lipcu 1944 komendant Obwodu Mieleckiego AK, Konstanty Łubieński „Ignacy” wydał rozkaz zajęcia poligonu w Bliźnie. Zdobycie tego poligonu miało strategiczne znaczenie, gdyż na jego terenie znajdowały się wyrzutnie rakiet niemieckich V-1 i V-2. Poligon w Bliźnie był poligonem doświadczalnym i służył Niemcom do testowania tej broni. Oddział „Świerszcza” wraz z podporządkowanymi mu oddziałami A. Rusina „Rusala” i Józefa Wałka „Żbika” odegrał na terenie Obwodu Mieleckiego najważniejszą rolę w okresie „Burzy”. Niemcy chcieli zniszczyć te wyrzutnie, żeby nie dostały się one w obce ręce. Całą akcją dowodził właśnie Władysław Kwarciany. Uderzenie nastąpiło z trzech kierunków. Najpierw akcję rozpoczęła od wschodu grupa Kwarcianego, potem od zachodu wkroczyła grupa „Rusala” oraz „Żbika”, przesądzając o wyniku tej bitwy. Niemcy otoczeni ze wszystkich stron ratowali się ucieczką w kierunku na Ociekę. Akcja wysadzenia tych wyrzutni nie powiodła się. Niemcy podjęli jeszcze dwie próby odzyskania tego poligonu, ale pierwszy raz zostali ostrzelani przez pilnujących poligon partyzantów i zmuszeni do wycofania się. Podczas drugiej próby partyzantom nie udało się obronić poligonu wobec przeważającej siły niemieckiej piechoty. Oddziały niemieckie opanowały Bliznę, lecz nie udało się im ponownie zaminować tego terenu. Wtedy to oddziały partyzanckie zdołały ściągnąć posiłki i ponownie przejąć poligon. Oddziały „Rusala” wyparły ostatecznie cofające się wojska niemieckie i zdobyły jeszcze całą baterię dział, która miała posłużyć do zbombardowania Blizny. Strat własnych nie było, natomiast zabitych zostało kilkunastu Niemców, a trzech wzięto do niewoli. Dzięki tej śmiałej akcji „Świerszcza” zapobiegnięto zniszczeniu tego poligonu. Niemcy zdołali zniszczyć tylko trzy baraki z częściami zamiennymi oraz częściowo uszkodzili dwie wyrzutnie rakiet V-2 i pozostawili całkowicie nienaruszoną wyrzutnię V-1. W dniu 6 sierpnia 1944 przyjechała międzynarodowa komisja złożona z przedstawicieli amerykańskich, angielskich, francuskich i radzieckich celem odebrania obiektów poligonu oraz przejęcia wszelkich planów, zdjęć i informacji na temat tej wyrzutni. Komisja ta przywiozła również specjalne podziękowania od Churchilla.
Kwarciany prowadził cały czas walki w rejonie Blizny, Niwisk i Przecławia oraz w lasach, w okolicach Dobrynina. Konstanty Łubieński jako komendant Obwodu Mieleckiego, w swojej książce tak opisywał „Świerszcza”: „Kpt. „Świerszcz” dowodził placówkami położonymi na południowy wschód od Mielca, łącznie z samym Mielcem.Bardzo odważny. Nie opuścił swego terenu mimo intensywnego poszukiwania go przez gestapo. Sprawnie i efektywnie dowodził oddziałem partyzanckim w czasie „Burzy”. Zdyscyplinowany w każdej sytuacji”.

## Dalsza działalność
W sierpniu 1944 Kwarciany wraz ze swoim oddziałem udał się w stronę Warszawy, aby przyjść z pomocą powstańcom warszawskim. Niestety, dotarli oni tylko do Staszowa. Tam zostali zatrzymani przez przeważające siły niemieckie i nie zdołali się przebić dalej. Powrócili więc w lasy koło Rzemienia, ale tutaj cały czas byli na celowniku UB i NKWD.
Po zakończeniu działań związanych z akcją „Burza” Kwarciany wydał rozkaz złożenia broni swoim żołnierzom i wtedy ukrył tę broń na terenie młyna w Goleszowie. Niestety, w czasie walk frontowych w tamtym rejonie uległa ona spaleniu. We wrześniu 1944 „Świerszcz” powrócił do Goleszowa po akcji zbrojnego ujawnienia. Zakazał jednak tego swoim żołnierzom. Zbojkotował nabór do armii gen. Berlinga. Ukrywał się w Nisku pod fałszywym nazwiskiem, pracując jako agent ubezpieczeniowy. Został jednak zdekonspirowany przez UB i był więziony na Zamku w Rzeszowie. Po kilku miesiącach został wypuszczony z więzienia pod warunkiem wstąpienia w szeregi Wojska Polskiego. Udało mu się jednak w międzyczasie załatwić w MSW zgodę na przejście w stan spoczynku. Ponownie powrócił w okolice Goleszowa. Założył w Mielcu organizację kombatancką i został jej prezesem.
Jednocześnie należał do podziemnej organizacji „Nie”, a potem do stowarzyszenia „Wolność i Niezawisłość” (WiN). Przebywając w Goleszowie i cały czas działając w konspiracji, kierował różnymi akcjami propagandowymi np. przepisywał na zdobytej w Mielcu maszynie do pisania duże ilości ulotek, które skierowane były przeciwko nowej, komunistycznej władzy, a następnie je rozprowadzał wśród okolicznej ludności. Prowadził również nasłuch radiowy. W odpowiednim czasie został ostrzeżony przez pracownika UB o możliwości aresztowania. Uciekł więc na ziemie zachodnie i tam zatrudnił się z zakładach „Zastal” w Zielonej Górze.
Za zbrojną działalność w ruchu oporu został odznaczony m.in. Odznaką Grunwaldzką i Orderem Krzyża Grunwaldu.
Spoczywa na Starym Cmentarzu Komunalnym w Zielonej Górze (kwatera 92, rząd 2, grób 22).